# Carola Hits
Carola Hits är ett samlingsalbum av den svenska pop- och gospelsångerskan Carola Søgaard, släppt 1991. Albumet släpptes efter hennes låt "Fångad av en stormvind", som då var ny, vunnit Eurovision Song Contest 1991.

## Låtlista
1. "Fångad av en stormvind" - 3:00
2. "Mickey" - 4:05
3. "Främling" - 2:57
4. "Liv" - 4:38
5. "Tommy tycker om mej" - 3:50
6. "På egna ben" - 4:06
7. "Gloria" - 4:35
8. "Mitt i ett äventyr" - 3:00
9. "Tokyo" - 3:17
10. "Det regnar i Stockholm" - 4:02
11. "Radiate" - 3:16
12. "The Runaway" - 3:20
13. "The Girl Who Had Everything" - 4:42
14. "I'll Live" - 3:50

## Singlar
- Fångad av en stormvind

## Listplaceringar
| Lista (1991) | Topplacering |
| ------------ | ------------ |
| Sverige      | 20           |